# Grup de la tapiolita

Diagrama quadrilateral de la tantalita-columbita-tapiolita

El grup de la tapiolita es troba format per dos minerals de la classe dels òxids que formen sèrie entre ells: la Tapiolita-(Fe) (de fórmula (Fe,Mn)(Ta,Nb)2O6) o ferrotapiolita i la Tapiolita-(Mn) o manganotapiolita (de fórmula (Mn,Fe)(Ta,Nb)2O6). Segons la classificació Hey's CIM, el grup es troba classificat com a niobats i tantalats. Els espècimens que conformen el grup presenten una gran part de característiques comunes: cristal·litzen al sistema cristal·lí tetragonal, color negre i duresa entre 6 i 6,5 a l'escala de Mohs.